# Michael Angarano
Michael Anthony Angarano (Brooklyn, Nueva York, 3 de diciembre de 1987) es un actor estadounidense.

## Biografía

### Primeros años
Angarano nació en Brooklyn, Nueva York, hijo de Doreen y Michael Angarano. Posee ascendencia italiana. Su familia es propietaria y opera con éxito tres estudios de danza —dos en Nueva York (Brooklyn y Staten Island) y uno en California (Los Ángeles)— llamados Dance Reflections. Su madre es la propietaria y directora de los tres. Kristen, su hermana mayor, es la codirectora del estudio de Los Ángeles y es la encargada de los estudios de Nueva York. Su hermana menor Erica enseña en el estudio de Los Ángeles, mientras que asiste a la Universidad Estatal de San Diego. Angarano se graduó de la Escuela Carmelitana de Alta Crespi en 2005 y actualmente cuenta con un apartamento en Sherman Oaks, en Los Ángeles.

### Carrera

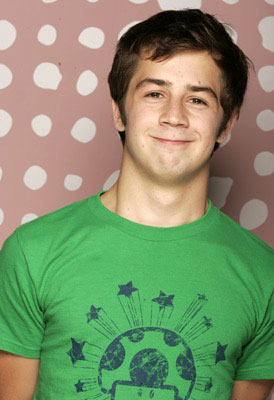
Angarano alrededor de 2007-08.

En 2000, tuvo un pequeño papel en la película Casi famosos. Su primer gran papel fue en Little Secrets, junto a Evan Rachel Wood y David Gallagher. En el 2003 apareció en la película de TV, producida por Nickelodeon, Maniac Magee interpretando al protagonista. En 2004 apareció en la versión cinematográfica de la novela Speak. También participó en la película Sky High y Los amos de Dogtown, estrenada en 2005. 
Protagonizó la comedia de larga duración Will & Grace donde apareció como Elliott, el hijo de Jack McFarland. Entró en la serie como un niño de 12 años que ha pasado varios años en busca de su verdadero padre. En 2007, apareció en cuatro episodios, de la temporada 6, de la exitosa serie 24 como Scott Wallace, un adolescente secuestrado por un terrorista. En Snow Angels (2007), del director David Gordon Green, Michael interpreta a un adolescente frente a la alegría y la confusión del primer amor. En 2008, participó de la colaboración largamente esperada entre los maestros de artes marciales Jackie Chan y Jet Li en El Reino Prohibido. En esta película interpreta a Jason Triptikas, un adolescente de 17 años de edad aspirante a guerrero de kung fu que, después de una humillante derrota a manos de una pandilla callejera, es enviado atrás en el tiempo a la antigua China en una misión imposible para liberar al Rey Mono que se encuentra encarcelado para así volver a su mundo.
En Gentlemen Broncos, dirigida por Jared Hess, interpreta a un autor joven que asiste a un campamento de escritores de ciencia ficción donde descubre que su idea ha sido robada. El coprotagonista de Angarano en Snow Angels, Sam Rockwell, interpreta el personaje principal en el libro del personaje de Mike. La película se estrenó en octubre de 2009. Angarano interpretó a Sam Davis en la película Ceremony (2010), dirigida y escrita por Max Winkler. Tras su estreno mundial en el Festival Internacional de Toronto, la película fue recogida por Magnolia Pictures para EE. UU. teniendo su estreno en cines el 8 de abril de 2011. En 2011, interpretó a Scott en Haywire (anteriormente Knockout) dirigida por Steven Soderbergh. La película de $25 millones se rodó en Dublín, España, Turquía y Nuevo México. Haywire se estrenó en los cines a través de Overture Films en 2011. Angarano estrenó dos películas en el Festival de Cine de Sundance de 2011. Una de ellas fue The Art of Getting By (estrenada inicialmente como Homework) escrita y dirigida por Gavin Wiesen. La película cuenta la historia de George (Freddie Highmore), un estudiante de la escuela muy inteligente, pero solitario, que no cree en nada hasta que entabla una amistad con Sally (Emma Roberts), la chica que ha anhelado desde el otro lado de la habitación. Michael interpreta Dustin, un artista de éxito local que toma George bajo su ala. The Art of Getting By fue una de las 16 películas seleccionadas para la competencia de EE. UU. Dramática de Sundance de 1.102 presentaciones. Después de su primera proyección, fue adquirida por Fox Searchlight para el verano de 2011. 
El otro film estrenado fue Red State, un thriller escrito y dirigido por Kevin Smith. Tres adolescentes se encuentran con un anuncio personal en línea de una mujer mayor en busca de sexo grupal. Pero lo que comienza como una fantasía termina en un giro oscuro cuando se encuentran cara a cara con una terrible fuerza fundamentalista con una agenda mortal. Angarano interpreta a Travis. También ha aparecido en películas como Bondage, Black Irish, Man in the Chair y The Final Season.

### Vida personal
Desde 2004 hasta 2008 salió con su coestrella de Speak, Kristen Stewart. Luego salió con la actriz británica Juno Temple desde 2013 hasta 2016. En septiembre de 2019 confirmó su relación con la actriz Maya Erskine. El 2 de noviembre de 2020 confirmaron su compromiso y anunció que iba a ser padre. Su hijo, Leon Frederick, nació en 2021.

## Filmografía
| Año       | Título                                            | Personaje                               | Notas                                               |
| --------- | ------------------------------------------------- | --------------------------------------- | --------------------------------------------------- |
| 1995      | New York News                                     |                                         | Serie de televisión; episodio "Welcome Back Cotter" |
| 1996      | Dos viejos chiflados                              | Cowboy (de 3 años)                      |                                                     |
| 1997      | Stranger in My Home                               | Drew                                    | Película de TV                                      |
| 1997      | Childhood's End                                   | Chico #1                                |                                                     |
| 1997      | Cybill                                            | Timmy                                   | Serie de televisión                                 |
| 1997      | A las duras y a las maduras                       | Sammy Yoder                             |                                                     |
| 1998      | Pretender                                         | Patrick Harper                          | Serie de televisión; episodio "Stolen"              |
| 1998      | River Red                                         | Joven Tom                               |                                                     |
| 1998      | Un lugar para la felicidad                        | Bicycle Kid                             | Película de TV                                      |
| 1998      | Another World                                     | Steven Michael Frame                    | Serie de televisión (reemplazante temporal)         |
| 1999      | Baby Huey's Great Easter Adventure                | Nick                                    | Vídeo                                               |
| 1999      | Música del corazón                                | Nick de 7 años                          |                                                     |
| 1999      | Siete días                                        | Evan Hamilton                           | Serie de televisión; episodio "For the Children"    |
| 1999      | As the World Turns                                | Matthew John "M.J." Dixon #2            | Serie de televisión                                 |
| 2000      | The Extreme Adventures of Super Dave              | Pequeño Super Dave                      | Vídeo                                               |
| 2000      | Casi famosos                                      | William de joven                        |                                                     |
| 2000      | The Brainiacs.com                                 | Matt Tyler                              |                                                     |
| 2000-2001 | Cover Me: Based on the True Life of an FBI Family | Chance Arno                             | Serie de televisión; 24 episodios                   |
| 2001      | Say Uncle                                         | Nick                                    | Película de TV                                      |
| 2001      | Little Secrets                                    | Philip                                  |                                                     |
| 2003      | Maniac Magee                                      | Maniac (Jeffrey Lionel) Magee -12 años- | Película de TV                                      |
| 2003      | My Life with Men                                  | Ben                                     | Película de TV                                      |
| 2003      | Seabiscuit, más allá de la leyenda                | Joven Red Pollard                       |                                                     |
| 2003      | Urgencias                                         | Zack                                    | Serie de televisión; episodio "The Greater Good"    |
| 2004      | Speak                                             | Dave Petrakis                           |                                                     |
| 2004      | The Dust Factory                                  | Rocky Mazzelli                          |                                                     |
| 2004      | Como la vida misma                                | George Denton                           | Serie de televisión; 2 episodios                    |
| 2005      | Querida Wendy                                     | Freddie                                 |                                                     |
| 2005      | Kevin Hill                                        | Ethan Claypool                          | Serie de televisión; episodio "Only Sixteen"        |
| 2005      | Summerland                                        | Jeb Ekhart                              | Serie de televisión; 2 episodios                    |
| 2005      | Los amos de Dogtown                               | Sid                                     |                                                     |
| 2005      | Sky High                                          | William Theodore "Will" Stronghold      |                                                     |
| 2005      | La chica de mis sueños                            | Dylan Jameison                          |                                                     |
| 2006      | Bondage                                           | Charlie                                 |                                                     |
| 2001-2006 | Will y Grace                                      | Elliot                                  | Serie de televisión; 11 episodios                   |
| 2007      | 24                                                | Scott Wallace                           | Serie de televisión; 4 episodios                    |
| 2007      | Snow Angels                                       | Arthur Parkinson                        |                                                     |
| 2007      | Man in the Chair                                  | Cameron Kincaid                         |                                                     |
| 2007      | Black Irish                                       | Cole McKay                              |                                                     |
| 2007      | The Final Season                                  | Mitch Akers                             |                                                     |
| 2008      | El reino prohibido                                | Jason Tripitikas                        |                                                     |
| 2009      | Gentlemen Broncos                                 | Benjamin                                |                                                     |
| 2010      | Ceremony                                          | Sam Davis                               |                                                     |
| 2011      | El arte de pasar de todo                          | Dustin                                  |                                                     |
| 2011      | Red State                                         | Travis                                  |                                                     |
| 2011      | Haywire                                           | Scott                                   |                                                     |
| 2012      | Rugrats                                           |                                         | Corto                                               |
| 2012      | Noah's Ark: The New Beginning                     | Townsman                                | Voz                                                 |
| 2012      | The Brass Teapot                                  |                                         |                                                     |
| 2012      | Entry Level                                       | Jake                                    | Película de TV                                      |
| 2013      | Empire State                                      | Eddie                                   |                                                     |
| 2013      | Max Payne: Revolution                             |                                         |                                                     |
| 2013      | The English Teacher                               | Jason Sherwood                          |                                                     |
| 2014      | The Knick                                         | Dr. Bertram "Bertie" Chickering         | Serie de televisión; 10 episodios                   |
| 2015      | The Stanford Prison Experiment                    | Christopher Archer                      |                                                     |
| 2018      | In a Relationship                                 | Owen                                    |                                                     |
| 2018–2021 | This Is Us                                        | Nick Pearson                            | Serie de televisión, 7 episodios                    |
| 2022      | Minx                                              | Glenn                                   | Serie de televisión                                 |
| 2023      | Oppenheimer                                       | Robert Serber                           |                                                     |
| 2024      | Horizon: An American Saga - Capítulo 1            | Walter Childs                           |                                                     |